# Corus burgeoni
Corus burgeoni là một loài bọ cánh cứng trong họ Cerambycidae.